# テセル
テセルまたはテッセル（オランダ語: Texel [ˈtɛsəl]、テセル方言: Tessel。 発音を聞く）は、オランダの北ホラント州にある基礎自治体（ヘメーンテ。以下、本稿では便宜上「市」と表記する）。ワッデン海に浮かぶ西フリースラント諸島で最も面積が広く、人口も多いテセル島と、無人島のノールデルハークス島からなる。同諸島の西端に位置し、北にはフリーラント島がある。綴りの中にXが使われているが、発音は昔からSSであり、テセルと読む。SSの合字としてXを使用した名残である。日本ではテクセルと表記されることもある。
テセルの砂丘地帯では、独特の野生の生態系が保たれている。他には森林、ヒース、塩性湿地、干拓地などもある。サンカノゴイ、コアジサシなどの鳥類が生息し、特に冬には猛禽類とガンの越冬地となる。島にはリパリス・ローゼリー、エレオカリス・クインクエフロラ、カレクス・プリカリス、蘚類などの植物およびツンドラハタネズミなどの固有種の哺乳類とチョウ類が生息しており、島の3分の1は自然保護区として指定されている。2000年に同地はラムサール条約登録地となった。

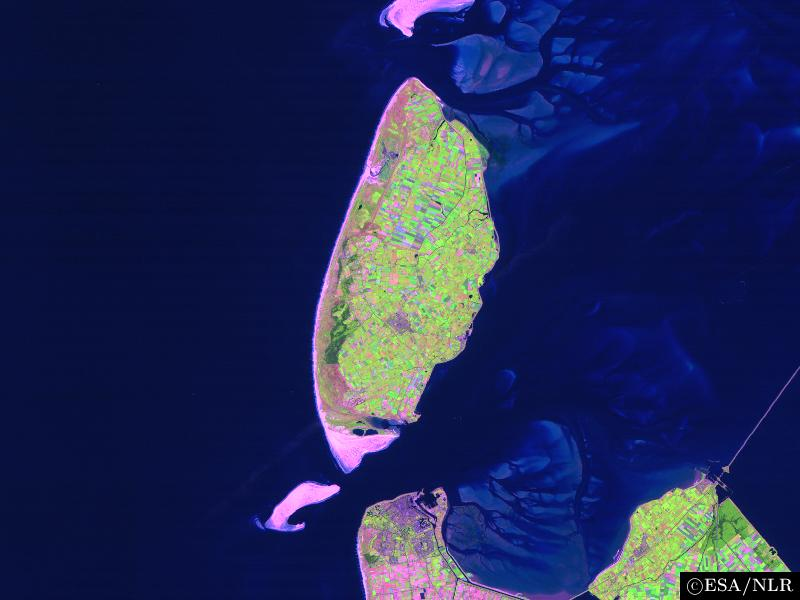
衛星写真

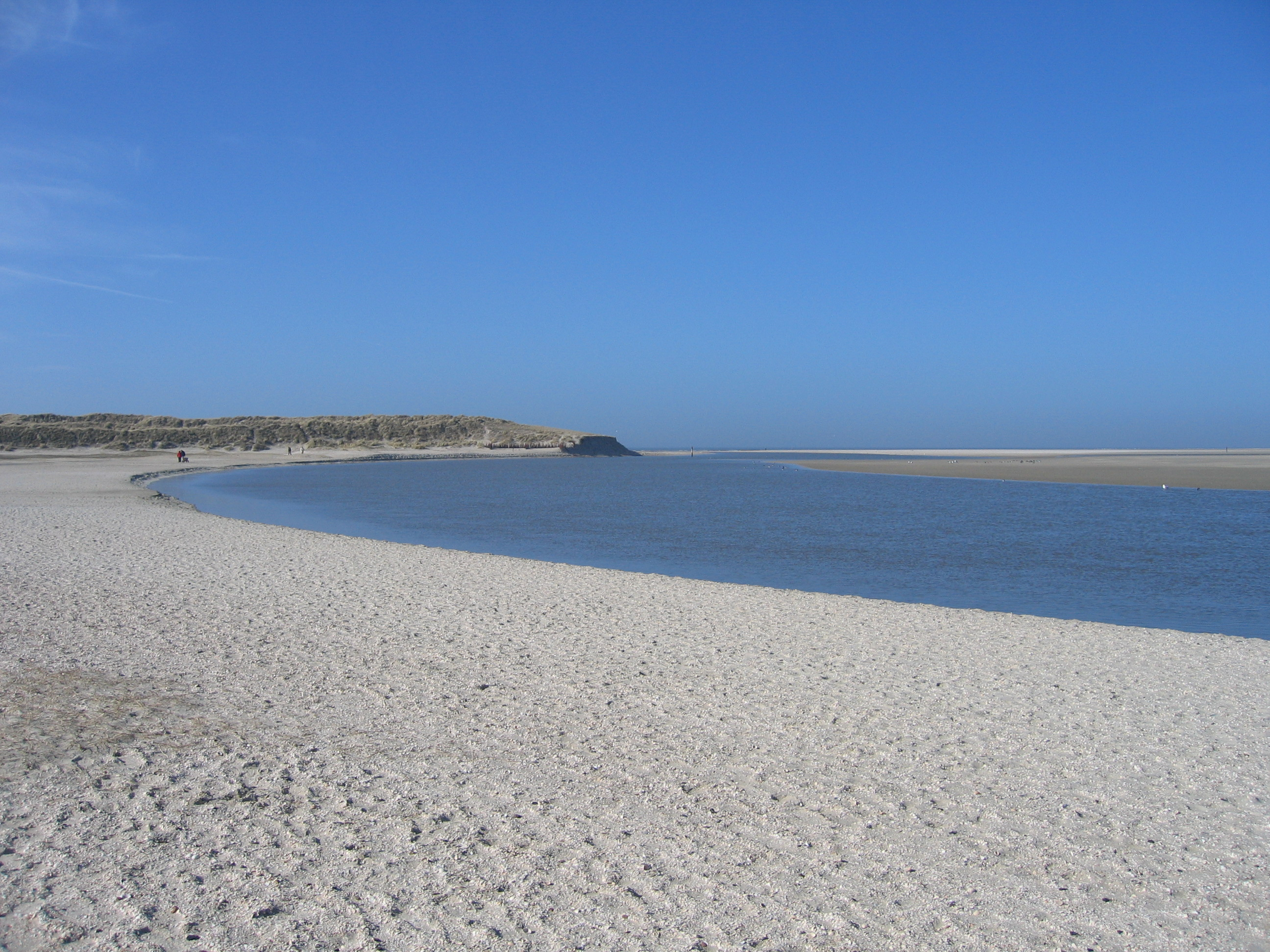
De Slufter

## 歴史
中世初期、マルスディープ海峡を挟んで向かい合っていたテセルとヴィーリンゲンは今よりも多くの人口を擁していた。
テセルは過去に3度、戦争に巻き込まれた。1653年のスヘフェニンゲンの海戦（第一次英蘭戦争）、1673年のテセル島の海戦（第三次英蘭戦争）、1945年のテセルのグルジア人捕虜蜂起（第二次世界大戦）である。また、1940年にテセル島沖合で作戦行動中のイギリス海軍の戦艦・駆逐艦が、触雷（機雷に接触すること）により沈没を含む甚大な被害を受けたテセルの惨事も有名である。
テセル島は、1415年に都市権を得た。このときは砂州で繋がったテセル島とEierlantという2つの島からなっていたが、17世紀の干拓でひとつになった。現在、テセル島は北海とワッデン海の間に横たわる広大な天然の防波堤となっている。

## 行政
デ・コックスドルプ（De Cocksdorp）、デ・コーフ（De Koog）、デ・ヴァール（De Waal）、デン・ブルフ（Den Burg）、デン・ホールン（Den Hoorn）、オーステレント（Oosterend）、アウデシルト（Oudeschild）の7つの村がある。市の本庁舎は、最も人口の多いデン・ブルフ地区に置かれている。

## 交通
空港

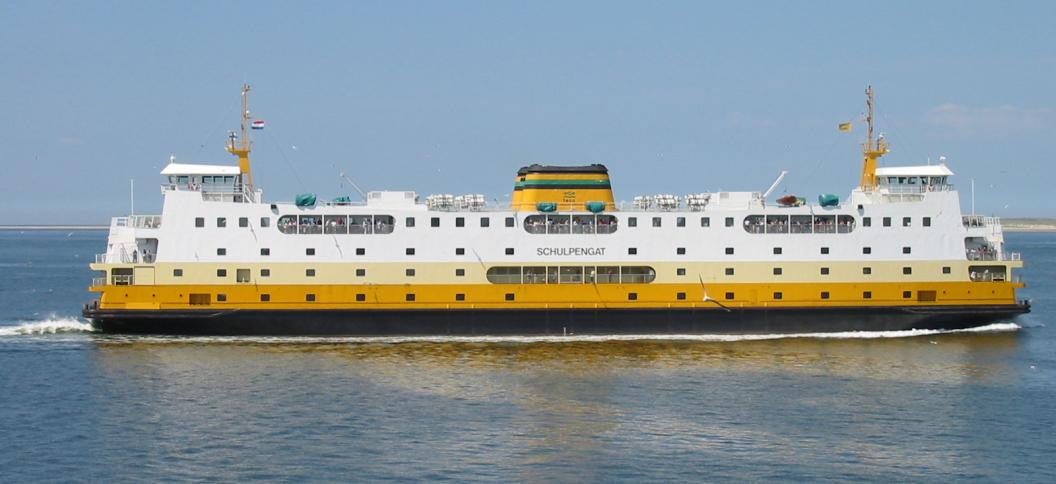
デン・ヘルダーからテセルへ渡るフェリー

テセル国際空港 - 定期便は運行されていない。
バス
28、29系統バスがホルンチェ港からデン・ブルフを経由して島内各地を結んでいる。
フェリー
ホルンチェ港より本土のデン・ヘルダー港へ、1時間に1便の割合でフェリーが運航されている。デン・ヘルダー港まで所要時間は約20分。
アムステルダム中央駅からは、デン・ヘルダー行きインターシティに乗車（所要時間1時間15分）し、デン・ヘルダー駅よりデン・ヘルダー港まで33系統バスに乗車（所要時間10分）、そしてフェリーに乗船（所要時間20分）。約2時間30分でテセル島まで到達可能である。
自転車
自転車道が整備されている。

## 観光
観光産業はテセル島経済の相当な割合を占める。概算してテセル経済の70%が何らかの関係で観光とつながっている。テセル観光で人気があるのは、サイクリング、散歩、海水浴、乗馬である。